# 딕시 딘
윌리엄 랄프 "딕시" 딘(영어: William Ralph "Dixie" Dean, 1907년 1월 22일 ~ 1980년 3월 1일)은 잉글랜드의 축구 선수이다. 그의 별명과 성이 합쳐진 딕시 딘(Dixie Dean)으로 더 잘 알려져 있으며 자신의 선수 경력의 대부분을 보낸 에버턴 FC의 전설적인 스타 플레이어이다.
1927-28 시즌 풋볼 리그 1부에서 39경기 60골을 기록했으며 그 시즌 전체를 통틀어서 63골을 넣는 대기록을 작성하였다. 특히 풋볼 리그 1부에서 기록한 60골은 지금까지도 한 시즌 리그 최고 득점 기록으로 남아 있다. 1925년부터 1937년까지 에버턴 소속으로 뛰는 동안 리그 2회, FA컵 1회, FA 커뮤니티 실드 2회 우승을 기록했다. 에버턴 팬들은 그를 클럽 역사상 최고의 선수 중 한 명으로 여기고 있으며 2001년 5월에는 에버턴의 홈 경기장 구디슨 파크에 딘의 동상이 세워졌다.
또한 그는 유니폼 셔츠에 등번호 9번을 달고 뛴 최초의 선수이다.

## 수상

#### 에버튼
- 퍼스트 디비전 : 1927–28, 1931–32
- 세컨드 디비전 : 1930–31
- FA컵 : 1932–33
- 차리티 쉴드 : 1928, 1932

#### 잉글랜드
- 브리티시 홈 챔피언십 : 1926-27, 1931-32

#### 개인
- 퍼스트 디비전 득점왕 : 1927-28, 1931-32
- 세컨드 디비전 득점왕 : 1930-31
- 잉글랜드 축구 명예의 전당 : 2002
- 풋볼 리그 레전드 100인